# Metro Málaga

Streckenplan der Metro-Linien 1 und 2

Die Metro Málaga ist ein Schienennahverkehrssystem für die südspanische Hafenstadt Málaga und in den regionalen Verkehrsverbund Consorcio de Transporte Metropolitano del Área de Málaga eingebunden. Die Stadtbahn verbindet die Innenstadt mit mehreren Außenvierteln, dem Sportpalast und der Universität. Die ersten beiden Linien des Systems wurden 2014 in Betrieb genommen.

## Geschichte
Bereits Ende der 1990er Jahre war die Errichtung eines überwiegend oberirdisch verlaufenden Schnellbahnnetzes in Málaga geplant, um die zunehmenden Verkehrsprobleme in der schnell wachsenden andalusischen Hafenstadt in den Griff zu bekommen. Später entschloss man sich trotz der erheblich höheren Baukosten mit dem Argument der Schonung des historischen Stadtbildes zur überwiegenden Tunnellösung auch in den Außenbereichen. 2005 war der offizielle Start des Public-Private-Partnership-Projektes, das anfangs in die Bewerbung Málagas als Kulturhauptstadt 2016 einbezogen wurde. 2006 begannen die Bauarbeiten für die Linie 1, 2008 diejenigen für die Linie 2. Die Inbetriebnahme beider Linien war am 30. Juli 2014. Bereits im Mai 2009 begannen erste Arbeiten für eine Verlängerung in Richtung Osten in das historische Stadtzentrum, doch kam es wie beim gesamten Projekt wegen archäologischer Funde, Finanzierungsproblemen und politischer Diskussionen zu Verzögerungen. Daher wurde erst 2020 der Auftrag für Ausbau und Ausrüstung der Tunnel und der beiden Stationen vergeben. Am 27. März 2023 wurde diese erste Verlängerung in Betrieb genommen.
Weitere Verlängerungen bzw. Linien sind projektiert. Das Projekt wird dabei mehr als das Doppelte kosten als ursprünglich geplant.

## Linien
Die Linienführung gleicht derzeit noch einem nach links offenen, liegenden Ypsilon, dessen Außenäste sich im Innenstadtviertel El Perchel an der gleichnamigen Haltestelle, direkt am RENFE-Bahnhof Málaga María Zambrano und dem zentralen Busbahnhof, treffen. Von dort aus führen beide parallel auf jeweils eigenen Gleisen bis zur nächsten Haltestelle, Guadalmedina. Hier endet die Linie 2 vorerst, bis die Verlängerung nach Norden zum Krankenhaus fertiggestellt ist. Die Linie 1 führt noch weiter nach Osten bis zur nächsten Haltestelle, Atarazanas, die nur ein einziges Gleis aufweist. Die Linie 1 kommt aus Richtung Westnordwest von der Endstation Andalucía Tech auf dem Campus der Universität und hat eine Länge von rund 8,7 Kilometern. Davon sind die ersten 3,2 Kilometer oberirdisch, der Rest der Linie unterirdisch. Die Linie 2 mit 4,9 Kilometern Länge kommt – komplett unterirdisch – aus Richtung Südwest vom Palacio de los Deportes parallel zur Küste bzw. entlang der Hauptstraße Héroes de Sostoa. Die beide gemeinsamen Haltestellen El Perchel und Guadalmedina weisen jeweils zwei Mittelbahnsteige übereinander auf. Diese werden jeweils von beiden Linien bedient, wobei die Richtungsgleise der einen Linie zwischen den Haltestellen ihre Lage tauschen (also von „oben“ nach „unten“ bzw. umgekehrt), so dass in allen Richtungen ein schnelles Umsteigen am gleichen Bahnsteig möglich ist.
Die Züge verkehren je nach Wochentag zwischen 6:30 Uhr und 1:30 Uhr und je nach Tageszeit alle 5 bis 12 Minuten.
| Linie   | Endpunkte    | Endpunkte               | Länge   | Haltestellen | durchschn. Distanz der Haltestellen(m) |
| ------- | ------------ | ----------------------- | ------- | ------------ | -------------------------------------- |
|         | Atarazanas   | Andalucía Tech          | 8,7 km  | 13           | 639                                    |
|         | Guadalmedina | Palacio de los Deportes | 4,9 km  | 8            | 696                                    |
| Gesamt: | Gesamt:      | Gesamt:                 | 13,6 km | 19           |                                        |

## Fahrzeuge

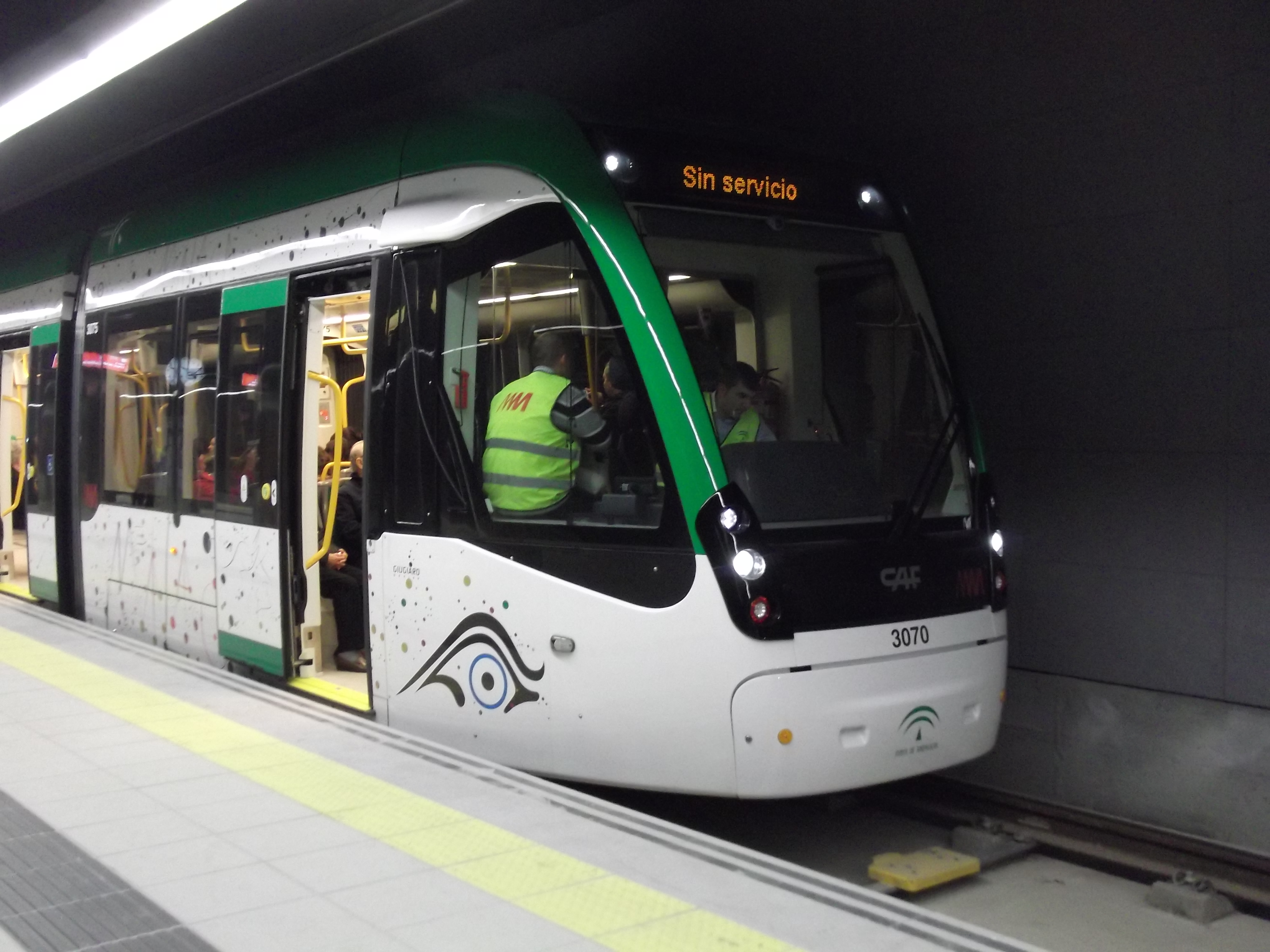
Ein Zug der Metro Málaga

Die Metro Málaga wurde seit Eröffnung mit 14 Fahrzeugen Urbos 3 bedient, hergestellt von der spanischen Firma Construcciones y Auxiliar de Ferrocarriles (CAF). Diese Bahnen sind normalspurig (1.435 mm), 31 m lang sowie 2,65 m breit, maximal 70 km/h schnell und haben eine Kapazität von 202 Passagieren (57 Sitzplätze). Sie fahren mit Gleichstrom mit einer Spannung von 750 Volt, welcher aus Oberleitungen entlang der Strecken stammt. Im Dezember 2022 wurden von CAF vier weitere Fahrzeuge geliefert. Diese werden als Urbos 100 bezeichnete, sind etwas länger (32.366 mm), fassen 290 Personen und weisen eine etwas andere Frontgestaltung auf. Ein 5. Fahrzeug der Urbos100-Reihe wurde im Juni 2025 geliefert. Der Betriebshof befindet sich am Ende der Linie 1.

## Planungen

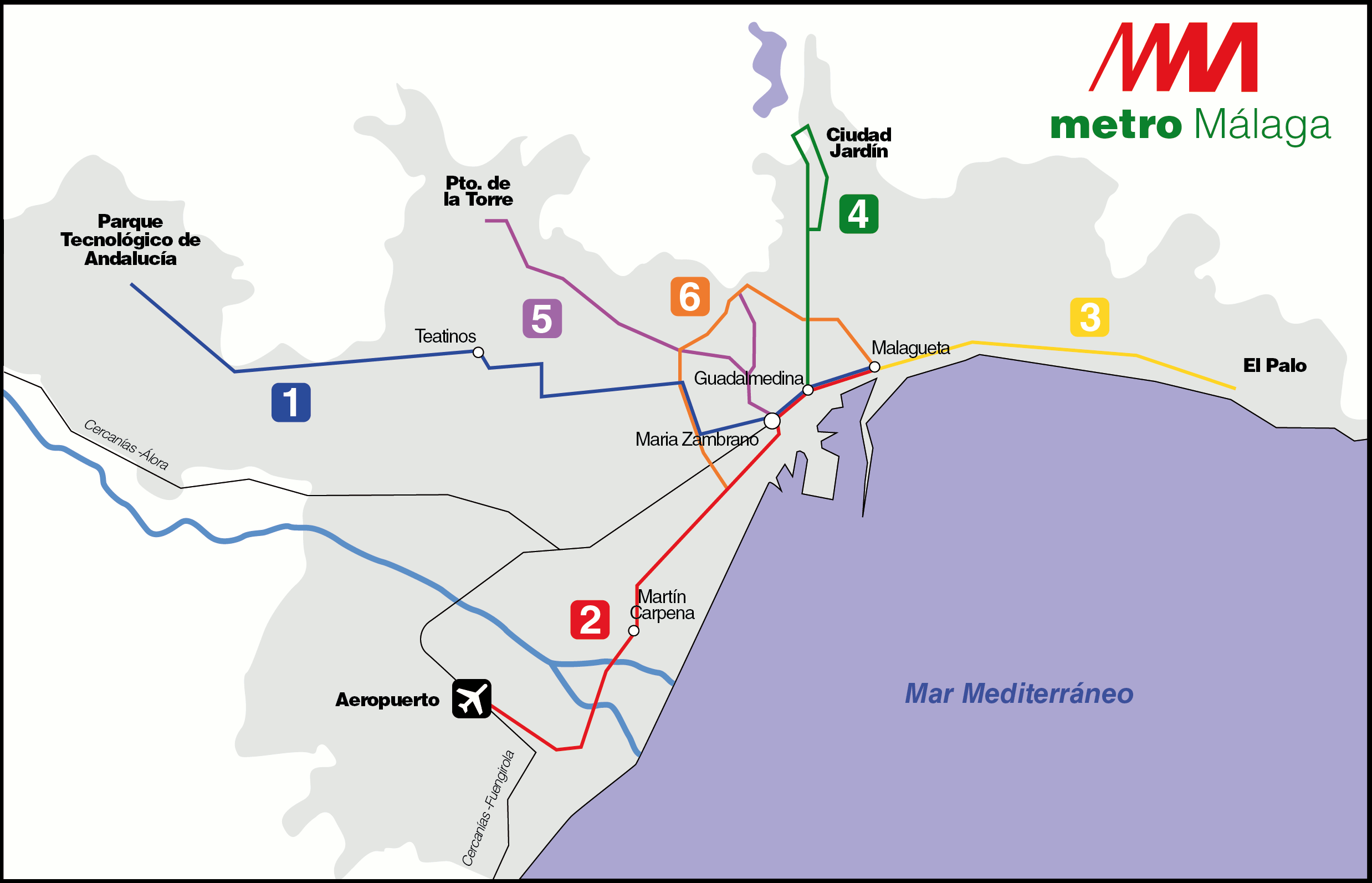
Geplanter Endausbau Metro Málaga mit 6 Linien

Die Linie 2 soll unterirdisch von der Innenstadt um drei Haltestellen nach Norden bis zum Krankenhaus Hospital Civil verlängert werden, mit den Zwischenhaltestellen Hilera und La Trinidad. Der erste Abschnitt bis zur geplanten Haltestelle Hilera wurde im März 2023 ausgeschrieben. Mitte Februar 2024 wurde mit den Bauarbeiten der ersten Erweiterung begonnen, welche 637 Meter von insgesamt 1,8 Kilometern umfasst. Zudem wurde die Ausschreibung des zweiten Abschnitts für Juni des Jahres angekündigt. Die Fertigstellung der gesamten Verlängerung ist für Ende 2027 geplant, die Gesamtkosten sollen rund 200 Millionen Euro betragen. Am anderen Streckenende ist eine Verlängerung um 4 Kilometer bis zum stark frequentierten Flughafen Málaga beabsichtigt. Hier wäre eine Verknüpfung mit der Bahnstrecke Málaga–Fuengirola  möglich. Auch eine weitere Verlängerung bis Alhaurín de la Torre ist in der Diskussion, steht allerdings in Konkurrenz zu einer Stichstrecke der Cercanías Málaga dorthin. Die projektierte Linie 3 soll von der Innenstadt aus in östliche Richtung über Pedregalejo bis zum Vorort El Palo führen. Langfristig soll ein komplettes Netz aus 6 Linien entstehen, wobei die Linie 6 als Dreiviertelkreislinie alle anderen Linien in den Vororten miteinander verknüpfen soll.